# Guetta Blaster
A Guetta Blaster David Guetta második albuma, amelyet 2004-ben adott ki.

## Dalok listája
1. "Money" (közreműködik Chris Willis & Moné) - 3:06
2. "Stay" (közreműködik Chris Willis) - 3:30
3. "The World is Mine" (közreműködik JD Davis) - 3:38
4. "Used To Be The One" (közreműködik Chris Willis) - 4:06
5. "Time" feat Chris Willis - 4:07
6. "Open Your Eyes" (közreműködik Stereo MCs) - 4:15
7. "ACDC" - 4:01
8. "In Love With Myself" (közreműködik JD Davis) - 4:26
9. "Higher" (közreműködik Chris Willis) - 3:43
10. "Movement Girl" (közreműködik James Perry) - 4:01
11. "Get Up" (közreműködik Chris Willis) - 3:03
12. "Last Train" (közreműködik Miss Thing) - 3:07

## Külső hivatkozások
- David Guetta hivatalos oldala